# Южноиндийские лягушки
Южноиндийские лягушки (лат. Nyctibatrachus) — род лягушек из семейства Nyctibatrachidae. Эндемик горной цепи Западные Гаты (штат Махараштра, Индия). Его научное название означает «ночная лягушка», в связи с их привычками и темным окрасом.
Плотно сложенные лягушки, размеры которых варьируют от маленьких (длина тела менее 13 мм у Nyctibatrachus robinmoorei) до относительно крупных (до 84 мм Nyctibatrachus karnatakaensis). У них есть скрытая барабанная перепонка, продольные складки кожи на спине, бедренные железы и расширенные диски на пальцах передних и задних конечностей. Они встречаются вблизи ручьев в холмистых вечнозеленых лесах и ведут ночной образ жизни. У большинства видов есть амплексус, а у Nyctibatrachus humayuni — нет; у этого вида самец становится над икринками и оплодотворяет их после того, как самка их отложит.

## Классификация
На ноябрь 2018 года в род включают 36 видов:
- Nyctibatrachus acanthodermis Biju et al., 2011
- Nyctibatrachus aliciae Inger et al., 1984
- Nyctibatrachus anamallaiensis (Myers, 1942)
- Nyctibatrachus athirappillyensis Garg et al., 2017
- Nyctibatrachus beddomii (Boulenger, 1882)
- Nyctibatrachus danieli Biju et al., 2011
- Nyctibatrachus dattatreyaensis Dinesh et al., 2008
- Nyctibatrachus deccanensis Dubois, 1984 — Деканская лягушка
- Nyctibatrachus deveni Biju et al., 2011
- Nyctibatrachus gavi Biju et al., 2011
- Nyctibatrachus grandis Biju et al., 2011
- Nyctibatrachus humayuni Bhaduri & Kripalani, 1955
- Nyctibatrachus indraneili Biju et al., 2011
- Nyctibatrachus jog Biju et al., 2011
- Nyctibatrachus karnatakaensis Dinesh et al., 2007
- Nyctibatrachus kempholeyensis (Rao, 1937)
- Nyctibatrachus kumbara Gururaja et al., 2014
- Nyctibatrachus major Boulenger, 1882 — Южноиндийская лягушка
- Nyctibatrachus manalari Garg et al., 2017
- Nyctibatrachus mewasinghi Krutha et al., 2017
- Nyctibatrachus minimus Biju et al., 2007
- Nyctibatrachus minor Inger, Shaffer et al., 1984
- Nyctibatrachus periyar Biju et al., 2011
- Nyctibatrachus petraeus Das & Kunte, 2005
- Nyctibatrachus pillaii Biju et al., 2011
- Nyctibatrachus poocha Biju et al., 2011
- Nyctibatrachus pulivijayani Garg et al., 2017
- Nyctibatrachus radcliffei Garg et al., 2017
- Nyctibatrachus robinmoorei Garg et al., 2017
- Nyctibatrachus sabarimalai Garg et al., 2017
- Nyctibatrachus sanctipalustris Rao, 1920 — Священная лягушка
- Nyctibatrachus shiradi Biju et al., 2011
- Nyctibatrachus sylvaticus Rao, 1937 — Майсорская лягушка
- Nyctibatrachus vasanthi Ravichandran, 1997
- Nyctibatrachus vrijeuni Biju et al., 2011
- Nyctibatrachus webilla Garg et al., 2017